# ロス・ジャルディン諸島
ロス・ジャルディン諸島（ロス・ジャルディンしょとう、英: Los Jardines Islands, Los Buenos Jardines Islands）は、南鳥島とマリアナ諸島の間に位置するとされた疑存島。ジャルディネスなどとも表記され、英語ではThe Gardens（ザ・ガーデンズ）とも表記される。別名マーシャル諸島。

## 歴史
1529年5月、アルバロ・デ・サアベドラ・セロンはティドレ島からヌエバ・エスパーニャへ向かう途中島々を発見しロス・ブエノス・ハルディネス (Los Buenos Jardines)と命名した。この島は16世紀の文献では北緯10度あたりとされており、マーシャル諸島のどこかであろうと思われる。しかし、18世紀前半のスペイン製海図で間違いが発生したようで、後の海図などでは北緯21から22度あたりの島のない場所に移っている。
1543年1月6日、ヌエバ・エスパーニャからミンダナオ島へ向かう途中のルイ・ロペス・デ・ビリャロボスが北緯9から10度付近でロス・ハルディネス諸島を目撃した。
1788年7月にジョン・マーシャルとトマス・ギルバートの船がロス・ジャルディン諸島を探したが発見できなかった。それにもかかわらず、「ジャルディン諸島、スカーバラ号に基づく」（「スカーバラ」はマーシャルの船）と書かれた海図が作成された。これが別名マーシャル諸島の由来である。
1900年7月に『金剛』が、1926年に『満州』がロス・ジャルディン諸島捜索を行ったが発見されなかった。
1933年にアメリカ海軍の測量艦『ラマポ (USS Ramapo, AO-12)』 がこの海域を調査したが、島の存在は確認できず、アメリカ海軍ではこの島を海図から削除した。
日本の海図から削除されたのは、実にこの約40年後の1972年11月18日付けの水路通報によってであった。 翌年、国際水路局もこの島を海図から削除した。